# Goalball en los Juegos Parapanamericanos
El gólbol es uno de los deportes disputados en los Juegos Parapanamericanos. Es organizado por la Organización Deportiva Panamericana.
El torneo masculino al igual que el femenino se realizan desde los IV Juegos Parapanamericanos de 2011.

## Torneo masculino
| Edición       | Sede                     | Medalla de oro       | Medalla de plata     | Medalla de bronce    | ref                  |
| ------------- | ------------------------ | -------------------- | -------------------- | -------------------- | -------------------- |
| 1999          | Ciudad de México, México | No se disputó torneo | No se disputó torneo | No se disputó torneo | No se disputó torneo |
| 2003          | Mar del Plata, Argentina | No se disputó torneo | No se disputó torneo | No se disputó torneo | No se disputó torneo |
| 2007          | Rio de Janeiro, Brasil   | No se disputó torneo | No se disputó torneo | No se disputó torneo | No se disputó torneo |
| 2011 Detalles | Guadalajara, México      | Brasil               | Estados Unidos       | México               |                      |
| 2015 Detalles | Toronto, Canadá          | Brasil               | Estados Unidos       | Canadá               |                      |
| 2019 Detalles | Lima, Perú               | Brasil               | Estados Unidos       | Canadá               |                      |
| 2023 Detalles | Santiago, Chile          | Brasil               | Estados Unidos       | Canadá               |                      |

### Medallero
Actualizado a Santiago 2023
| Núm. | País           | Oro | Plata | Bronce | Total |
| ---- | -------------- | --- | ----- | ------ | ----- |
| 1    | Brasil         | 4   | 0     | 0      | 4     |
| 2    | Estados Unidos | 0   | 4     | 0      | 4     |
| 3    | Canadá         | 0   | 0     | 3      | 3     |
| 4    | México         | 0   | 0     | 1      | 1     |
|      | Total          | 4   | 4     | 4      | 16    |

## Torneo femenino
| Edición       | Sede                     | Medalla de oro       | Medalla de plata     | Medalla de bronce    | ref                  |
| ------------- | ------------------------ | -------------------- | -------------------- | -------------------- | -------------------- |
| 1999          | Ciudad de México, México | No se disputó torneo | No se disputó torneo | No se disputó torneo | No se disputó torneo |
| 2003          | Mar del Plata, Argentina | No se disputó torneo | No se disputó torneo | No se disputó torneo | No se disputó torneo |
| 2007          | Rio de Janeiro, Brasil   | No se disputó torneo | No se disputó torneo | No se disputó torneo | No se disputó torneo |
| 2011 Detalles | Guadalajara, México      | Estados Unidos       | Brasil               | Canadá               |                      |
| 2015 Detalles | Toronto, Canadá          | Brasil               | Estados Unidos       | Canadá               |                      |
| 2019 Detalles | Lima, Perú               | Brasil               | Estados Unidos       | Canadá               |                      |
| 2023 Detalles | Santiago, Chile          | Canadá               | Estados Unidos       | Brasil               |                      |

### Medallero
Actualizado a Santiago 2023
| Núm. | País           | Oro | Plata | Bronce | Total |
| ---- | -------------- | --- | ----- | ------ | ----- |
| 1    | Brasil         | 2   | 1     | 1      | 4     |
| 2    | Estados Unidos | 1   | 3     | 0      | 4     |
| 3    | Canadá         | 1   | 0     | 3      | 4     |
|      | Total          | 4   | 4     | 4      | 16    |

## Medallero ambas ramas
Actualizado Santiago 2023
| Núm. | País           | Oro | Plata | Bronce | Total |
| ---- | -------------- | --- | ----- | ------ | ----- |
| 1    | Brasil         | 6   | 1     | 1      | 8     |
| 2    | Estados Unidos | 1   | 7     | 0      | 8     |
| 3    | Canadá         | 1   | 0     | 6      | 7     |
| 4    | México         | 0   | 0     | 1      | 1     |
|      | Total          | 8   | 8     | 8      | 24    |